# Aliança Catalana
Aliança Catalana (Aliança.cat o AC; en español: «Alianza Catalana») es un partido político español fundado en Ripoll en el año 2020. De ideología ultranacionalista catalana, está posicionado en la extrema derecha. El partido aboga por la independencia de Cataluña de manera unilateral, por el rechazo a la inmigración, por un proteccionismo a las empresas catalanas y por la defensa de una economía de mercado. Abiertamente hispanófobo e islamófobo, el partido se ha posicionado en contra del español en Cataluña, ha defendido el concepto de «raza catalana», y considera a España y Francia como estados invasores de Cataluña, por lo que es considerado como un partido antiespañol, xenófobo y racista. El partido comparte ideas del racialismo catalán.
A diferencia de los otros partidos independentistas tradicionales, Aliança Catalana no defiende el llamado «procés independentista», sino que defiende la independencia unilateral de Cataluña como la culminación de un movimiento de liberación nacional. A raíz de su elección como diputada en el Parlamento de Cataluña, su lideresa Sílvia Orriols ha defendido que «Cataluña es una colonia de España», que el «islam es incompatible con Cataluña» y «hay que aplicar ley y orden contra los inmigrantes y contra el ejército español». Considerado el partido sucesor del histórico Estat Català, desde su irrupción mediática en la política catalana el partido ha polarizado tanto al independentismo catalán como al unionismo español por sus declaraciones antiespañolas, islamófobas, racistas y ultracatalanistas.

## Historia
El 31 de marzo de 2020, Sílvia Orriols Serra, entonces concejala en el ayuntamiento de Ripoll, abandonó el Front Nacional de Catalunya (FNC) debido a diferencias de posturas sobre la inmigración magrebí a raíz de los atentados de Cataluña de 2017.
Meses más tarde, el 29 de julio de 2020, Orriols, junto con colaboradores suyos como Jordi Aragonès y el grupo local del FNC, decidió crear un nuevo partido político que representara al nacionalismo catalán, haciendo énfasis en mejorar la seguridad ciudadana y hacer retroceder la inmigración magrebí mediante el uso de la repatriación.
De cara a las municipales de 2023 la gran mayoría del FNC se integró en Alianza Catalana.
En mayo de 2023, Alianza Catalana ganó las elecciones municipales en Ripoll obteniendo seis concejales. En los otros dos municipios donde se presentó obtuvo dos concejales más, uno en Manlleu y otro en Ribera del Dondara. El día 17 de junio de 2023, Sílvia Orriols fue investida alcaldesa de Ripoll gracias a los votos de los concejales de su propio partido.
El 11 de julio de 2023, Orriols comunica que Alianza Catalana se presentaría a nivel autonómico en las elecciones catalanas de 2024.
En marzo de 2024 se produjo una moción de censura en Ribera del Dondara, que apartó al por entonces alcalde (del PSC) e invistió a Elisabet Jové (por aquel entonces de ERC-AM). Alianza apoyó esta moción, por tanto, mientras Jové está de baja por maternidad, Albert Puig (de Alianza) ostenta la alcaldía provisional.
Durante la campaña electoral de las elecciones catalanas de 2024, las encuestas pronosticaban la entrada de AC con alrededor de 1 a 7 escaños. Finalmente obtuvo 2 diputados y un 3,78% de los votos totales, experimentando un gran crecimiento en contraposición a las municipales de 2023, donde solo obtuvieron el 0,06% y 1.806 votos.

## Ideología
Aliança Catalana se considera un partido de extrema derecha, independentista, ultranacionalista catalán, nacionalpopulista, islamófobo e hispanófobo. El partido tiene como ideólogo al historiador Jordi Aragonès, quien ha definido los principios de la formación en tres ejes: el nacionalismo catalán, la economía de mercado y la regulación de la inmigración en clave altamente restrictiva. El partido considera a España como un estado invasor de Cataluña, es abiertamente antiespañol y defienden que Cataluña como nación no debe reconocer a España como estado. Reconocen al catalán como la única lengua oficial de Cataluña; proponen eliminar la inmersión lingüística y el bilingüismo para implementar el catalán como la única lengua vehicular de la administración pública. El partido defiende que el español no es propio de Cataluña y es el causante de la bajada de catalanoparlantes en las últimas décadas, eliminando su obligatoriedad en la educación pública catalana. En el partido ven a España como un estado «enemigo» y consideran que Cataluña es la «única colonia» que le queda a España.
El partido tiene también una fuerte retórica basada en el etnonacionalismo, el chovinismo y el identitarismo. En 2022, durante el acto de presentación de la organización en Barcelona, su lideresa Sílvia Orriols defendió la independencia unilateral proponiendo expulsar todo lo que tenga que ver con España y Francia de Cataluña. En el partido equiparan a los inmigrantes de otras partes de España como de las de otras partes del mundo y también proponen deportarlos; En palabras de la propia Orriols en 2024: «con tanto andaluz y tanto musulmán nadie hablará catalán en Cataluña»; también defendió que, para el partido, un inmigrante de Jaén es el mismo que un inmigante del Magreb. Además, la propia Orriols ha afirmado públicamente que el islam es incompatible con los valores de Occidente y es defensora de la teoría de «el gran reemplazo»; Orriols considera que el gobierno de España envía inmigrantes a Cataluña «para aniquilar la raza catalana». La propia Orriols se ha declarado abiertamente «islamófoba y antiespañola», llegando a declarar que «la islamofobia es un deber», y defiende que los catalanes son una raza, idea propia del racialismo catalán del siglo XX. Defienden la cultura catalana y proponen eliminar la Feria de Abril por considerarla «una tradición españolista y anticatalana»; también proponen la «abolición total» de la tauromaquia y el Eid al-Adha en Cataluña. El partido defiende la tradición católica de Cataluña, y la prohibición de usar burka en espacios públicos así como la clausura de todas las mezquitas. A su vez, proponen que el anticatalanismo sea considerado como un delito grave. En enero del 2024, Jordi Aragonès defendió que Cataluña necesita una moratoria en inmigración hasta que el salario de los catalanes se equipare al de la media europea y la lengua catalana vuelva a ser capaz de asimilar a los inmigrantes.
Una de las defensas principales del partido es el de la familia. El partido apoya los derechos LGBT; Orriols ha colgado la bandera LGBT en el ayuntamiento de Ripoll durante el Día Internacional del Orgullo LGBT. Esto provocó que Tània Verge, entonces consejera de Igualdad y Feminismos de la Generalidad, acusara a Orriols y al partido de homonacionalistas. El partido ha mostrado su apoyo al matrimonio entre personas del mismo sexo, la familia homoparental y la identidad de género. Igualmente, Orriols ha declarado que el partido da la batalla al llamado «pensamiento anti-LGBT»; aunque también defiende estar en contra de la llamada «ideología de género» y que lucha contra el pensamiento woke. En el partido tienen posturas propias del homonacionalismo, pues defienden que la violencia contra personas LGBT ha aumentado en los últimos años debido a la inmigración ilegal. En junio de 2024, el partido expulsó a uno de sus alcaldes por sus declaraciones homófobas al llamar «cáncer» al movimiento LGBT.
En materia económica, Aliança Catalana presenta una propuesta donde mezcla ideas de reforzar el sector público como la creación de un fondo soberano de inversión con un programa de rebajas fiscales de corte liberal.

## Resultados electorales
| Año  | Votos   | %    | Escaños |
| ---- | ------- | ---- | ------- |
| 2024 | 118.302 | 3,78 | 2/135   |

| Año  | Votos | %    | Concejales |
| ---- | ----- | ---- | ---------- |
| 2023 | 1.806 | 0,06 | 8/9157     |

| Año         | Votos | %     | Municipio          | Concejales |
| ----------- | ----- | ----- | ------------------ | ---------- |
| 2023        | 1.401 | 30,76 | Ripoll             | 6/17       |
| 2024 - 2024 | 48    | 14,9  | Ribera del Dondara | 1/7        |